# Sarah Huchet
Sarah Huchet (Léhon, Bretaña, Francia, 4 de mayo de 1994) es una futbolista francesa. Juega como centrocampista y actualmente milita en el Cruz Azul F. C. de la Primera División Femenil de México.

## Trayectoria
De madra francesa y padre inglés, empezó a jugar con los clubes La Léhonnaise y Dinan Léhon, para luego incorporarse al Stade Briochin a los 15 años (equipo que dos años después se convertiría en En Avant Guingamp). Debutó en la primera división francesa en la fecha 3 de la temporada 2009-10, el 11 de octubre de 2009, ante el Soyaux. Entre 2013 y 2014 se mudó a los Estados Unidos para estudiar en la Universidad del Northwestern Ohio, donde jugó en el local equipo universitario, Northwestern Ohio Racers. Tras regresar a Francia, fichó por el Issy, cuadro con el que experimentó el descenso a la segunda división. En 2016 pasó al Dijon. La temporada siguiente fue contratada por el Olympique de Marsella, con el que ascendió a la primera división en 2019.
En verano de 2020 fichó por el Napoli Femminile de la Serie A.  Al final de su primera temporada en Italia, se convirtió en la máxima goleadoara del conjunto napolitano, marcando siete tantos, y quedó en el XI ideal de la liga italiana. El 21 de julio de 2021 fue transferida a la Fiorentina. Después de dos temporadas en Florencia, Huchet se mudó a Génova para jugar en la Sampdoria, donde totalizó ocho presencias.
En enero de 2024 fichó por el Racing Power portugués. En junio del mismo año fue contratada por el Cruz Azul de México para su primera experiencia profesional fuera de Europa.

## Selección nacional
En 2011 participó con la selección francesa en el Campeonato Europeo Femenino Sub-17 de la UEFA, perdiendo la final contra España.

## Clubes
| Club                  | País     | Año         |
| --------------------- | -------- | ----------- |
| Stade Briochin        | Francia  | 2009 - 2011 |
| En Avant de Guingamp  | Francia  | 2011 - 2013 |
| GPSO 92 Issy          | Francia  | 2014 - 2016 |
| Dijon FCO             | Francia  | 2016 - 2017 |
| Olympique de Marsella | Francia  | 2017 - 2020 |
| Napoli Femminile      | Italia   | 2020 - 2021 |
| ACF Fiorentina        | Italia   | 2021 - 2023 |
| U. C. Sampdoria       | Italia   | 2023 - 2024 |
| Racing Power F. C.    | Portugal | 2024        |
| Cruz Azul F. C.       | México   | 2024 - Act. |